# 346886 Middelburg
346886 Middelburg este o planetă minoră (asteroid) din Inner Main Belt⁠(d). A fost descoperită pe 15 noiembrie 1999 la Uccle de Eric Walter Elst. 
Obiectul prezintă o orbită caracterizată de o semiaxă mare de 1,9052335960664 UAi, o excentricitate de 0,1, o înclinație de 19,5 ° în raport cu ecliptica.